# Laniatores

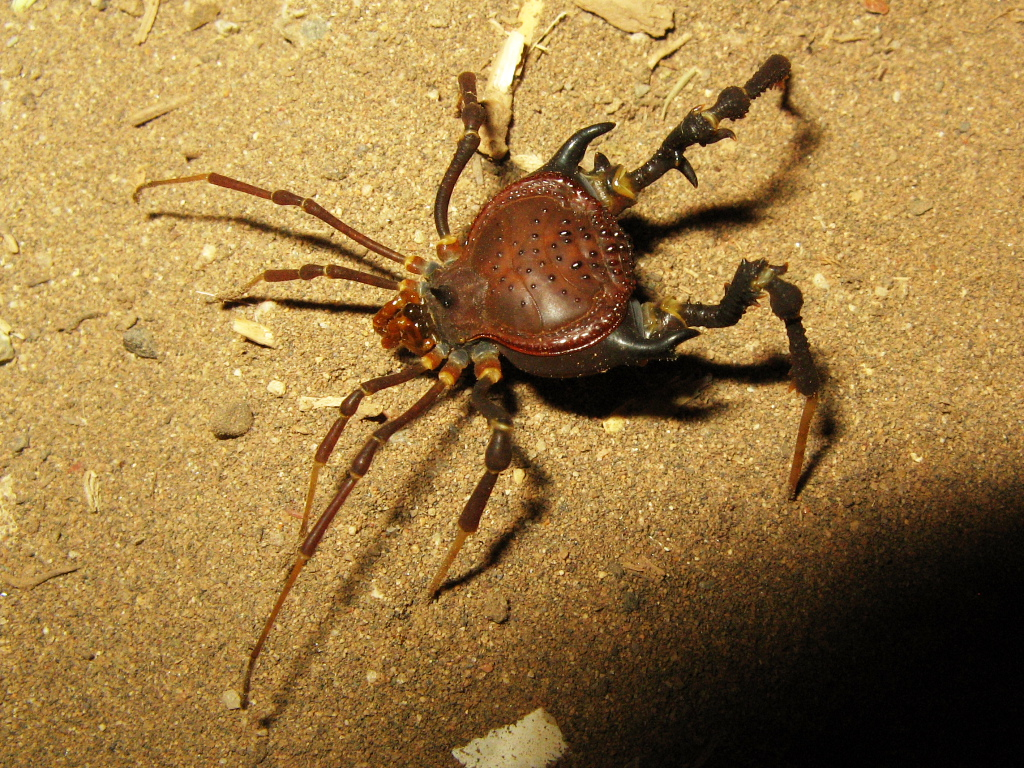
Foarte bine se vede placa dorsală, care acoperă tot corpul

Laniatores este cel mai mare subordin de opilioni, cuprinde peste 4000 de specii descrise. Majoritatea speciilor sunt extrem de dependente de apă și habitează în pădurile tropicale și temperate umede. Cea mai mare familie este Gonyleptidae Sundevall, 1833, cu peste 800 de specii.

## Descriere
Scutul dorsal este constituit dintr-o singură placă, numită peltidie, în întregime fuzionată cu opistosoma. Pedipalpii sunt scurți și înarmați cu spini puternici, la fel și picioarele. Corpul este acoperit cu o cuticulă puternic chitinzată, în comparație cu reprezentanții altor subordine. Majoritatea speciilor au o colorație variată. Ovipozitorul femel este scurt.

## Sistematică
- Infraordin Insidiatores Loman, 1900

Suprafamilia Travunioidea Absolon & Kratochvil, 1932
Suprafamilia Triaenonychoidea Sørensen, 1886
- Infraordin Grassatores Kury, 2002

Suprafamilia Epedanoidea Sørensen, 1886
Suprafamilia Phalangodoidea Simon, 1879
Suprafamilia Samooidea Sørensen, 1886
Suprafamilia Zalmoxoidea Sørensen, 1886
Suparfamilia Gonyleptoidea Sundevall, 1833

## Răspândire
Speciile subordinului habitează sub bușteni, între stânci, în așternute frunzoase și în peșteri. Travunioidea sunt răspândite în emisfera de nord, în regiunile temperate, Triaenonychoidea  în regiunile temperate de sud. Celelalte suprafamilii sunt tropicale, cu multe specii endemice, găsite, mai ales, în America Centrală și de Sud.